# Roman Rosdolsky
Roman Rosdolsky född den 19 juli 1898 i Lviv i Ryska imperiet (nuvarande Ukraina) och död den 20 oktober 1967 i Detroit, USA, var en marxistisk socialhistoriker och ekonom. Han var doktor i statsvetenskap.
Rosdolsky studerade under 1920-talet samhällsvetenskap i Prag och Wien. Mellan 1927 och 1931 medverkade han i arbetet inom Marx-Engels-Institutet i Moskva. Från 1934 arbetade han vid universitetet i Lviv (som under denna period tillhörde Polen). Under Andra världskriget satt han i koncentrationslägren Auschwitz, Ravensbrück och Oranienburg. Efter kriget utvandrade han till USA.
Rosdolskys mest inflytelserika verk är Kapitalets tillkomsthistoria som skrevs åren 1949-55. Boken utkom i en svensk översättning på Röda Bokförlaget 1974. Kapitalets tillkomsthistoria är till största delen av kommentar av det av Karl Marx författade manuskriptet Grundrisse.